# Tranvía de San Diego
El Tranvía de San Diego es un sistema de transporte local y regional en el área metropolitana de San Diego en California. El operador es el San Diego Trolley, Inc., una subsidiaria del Sistema de Tránsito Metropolitano de San Diego (por sus siglas en inglés MTS). El tranvía empezó sus operaciones el 26 de julio de 1981, convirtiéndolo en el primer y moderno sistema de tranvía ligero de California y que actualmente opera tres líneas designadas por colores; Azul, Naranja y la Verde. 
El Tranvía de San Diego es actualmente el sexto sistema de trenes ligeros con más pasajeros en los Estados Unidos. Al principio el sistema empezó a usar tranvías Siemens–Duewag U2 construidos en Alemania, similares a los de Edmonton y Calgary en Alberta, Canadá, y al igual que en Fráncfort del Meno, Alemania. Desde ese entonces el sistema ha ido expandiendo sus conexiones y agregando nuevos modelos como los Siemens SD-100 y Siemens S70.

## Historia
SDTI fue creado por el Metropolitan Transit Development Board (ahora conocido como el MTS) en 1980 para operar un servicio de tren ligero a lo largo de la línea principal del Ferrocarril Oriental de San Diego y Arizona, la cual había sido comprada por MTDB del Southern Pacific Railroad en 1979. El sistema empezó a operar el 26 de julio de 1981 entre el centro de San Diego y San Ysidro, con estaciones en las ciudades de San Diego, National City y Chula Vista.
En marzo de 1986 el SDTI abrió una extensión al este del centro de San Diego hacia la Avenida Euclid, a lo largo del Ramal La Mesa del Ferrocarril SD&AE. El servicio fue prolongado a lo largo de la misma línea en la Calle Spring en mayo de 1989, sirviendo las comunidades de Lemon Grove y La Mesa, y otra vez a El Cajón en junio de 1989. El servicio desde El Cajón a Santee, que para ese entonces no operaba en la vía de derecho del ferrocarril SD&AE, empezó a operar en agosto de 1995.
La extensión de "Bayside" del trolley en el centro de San Diego abrió en junio de 1990. La primera fase de la extensión a Old Town, desde la Calle C a Litlle Italy en el centro de San Diego, se inauguró en julio de 1992. La segunda fase de esa extensión, que operaba desde Little Italy hacia Old Town, abrió en junio de 1996.
La extensión llamada "Mission Valley West" del SDTI desde Old Town hacia Mission San Diego comenzó en noviembre de 1997, y la extensión de "Mission Valley East" desde Mission San Diego a La Mesa empezó a operar en julio de 2005.
En noviembre de 2021 abrió la extensión "Corredor Mid-Coast" de la línea azul hasta UCSD y UTC. Este proyecto añadió nueve estaciones nuevas al sistema.

## Líneas
| Línea | Línea         | Apertura | Estaciones | Longitud           | Terminal                                          | Operaciones                                     |
| ----- | ------------- | -------- | ---------- | ------------------ | ------------------------------------------------- | ----------------------------------------------- |
|       | Línea Azul    | 1981     | 32         | 26,3 mi (42,33 km) | Old Town Transit Center San Ysidro Transit Center | Diario                                          |
|       | Línea Naranja | 1986     | 18         | 17,1 mi (27,52 km) | Courthouse El Cajon                               | Diario                                          |
|       | Línea Verde   | 2005     | 24         | 19,8 mi (31,86 km) | 12th & Imperial Transit Center El Cajon           | Diario                                          |
|       | Línea Cobre   | 2024     | 4          | 3,8 mi (6,12 km)   | El Cajon Santee Town Center                       | Diario                                          |
|       | Línea Plata   | 2011     | 9          | 2,7 mi (4,35 km)   | 12th & Imperial Transit Center                    | Martes, Jueves, fines de semana y días festivos |

### Línea Verde

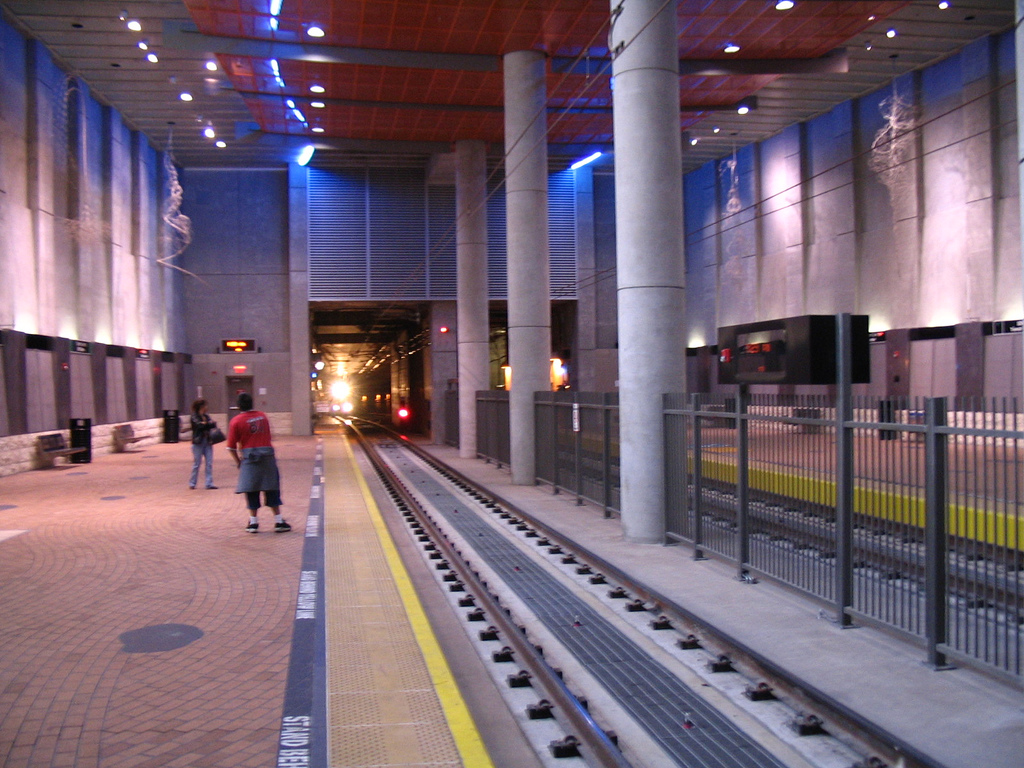
Estación SDSU de la Línea Verde

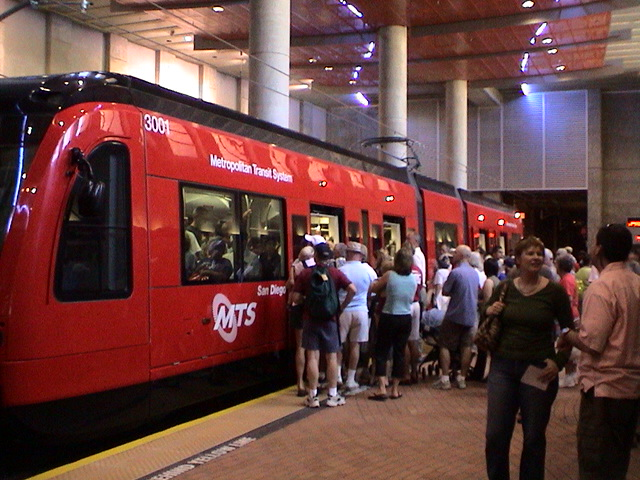
Siemens S70 arribando en la estación de la Universidad Estatal de San Diego (SDSU) de la Línea Verde

La Línea Verde es la línea de tranvía más nueva del Sistema Metropolitano de Tránsito de San Diego, inaugurada en 2005. La línea verde actualmente tiene servicios que conectan a 12th & Imperial Transit Center y Santee. Esta línea también incluye la extensión este de Mission Valley, al igual que los segmentos que previamente operaban en la Línea Azul al oeste de Mission San Diego y al este de Grossmont Transit Center de la Línea Naranja. El sistema de tranvías de San Diego no tiene un sistema de metro o subterráneo; sin embargo, en la Universidad Estatal de San Diego, tiene la única estación subterránea del Sistema Metropolitano de San Diego.

### Línea Naranja
La Línea Naranja actualmente opera entre el centro de la ciudad de San Diego y El Cajón. Los servicios empezaron con la segunda línea del trolley o tranvía de San Diego en el año de 1986, que inicialmente operaba entre el centro de San Diego y la Avenida Euclid. Anteriormente la gente le llamaba "La línea Este", y mantuvo ese nombre aun cuando hubo varias extensiones sucesivas, como en la Calle Spring, El Cajon Transit Center, Bayside en el downtown y en Santee Town Center. Después se le cambió el nombre a la Línea Naranja en 1997. Los servicios entre Gillespie Field y Santee Town Center fueron reemplazados por la Línea Verde en 2005.

### Línea Azul

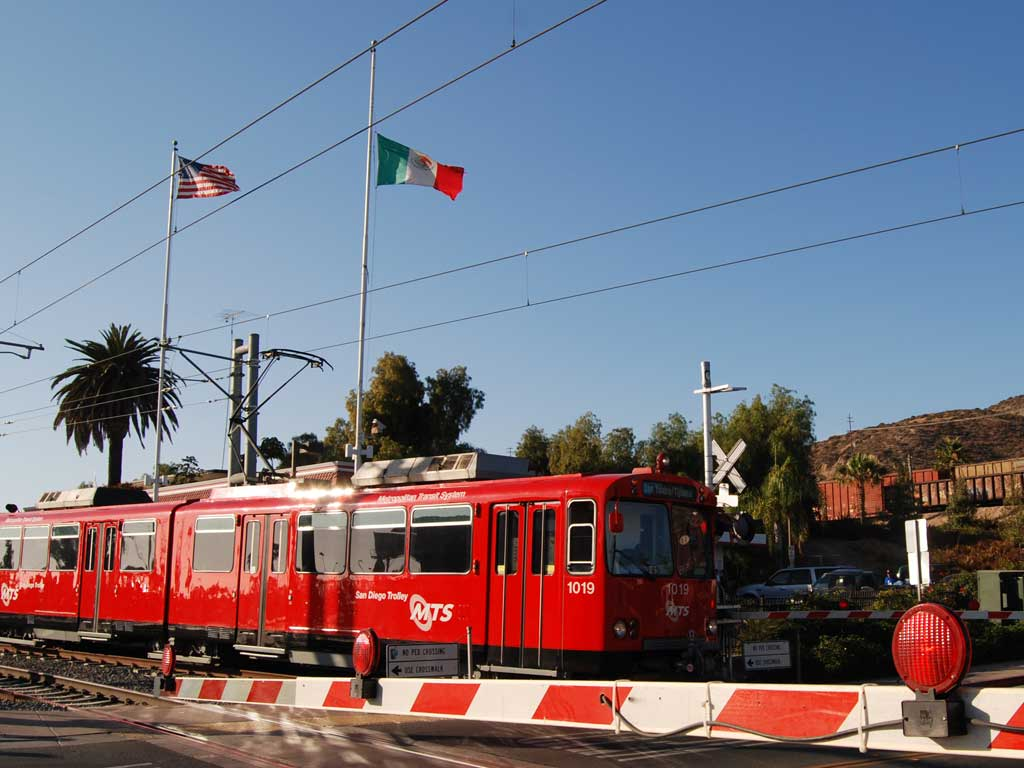
El tranvía en la frontera con Estados Unidos y México.

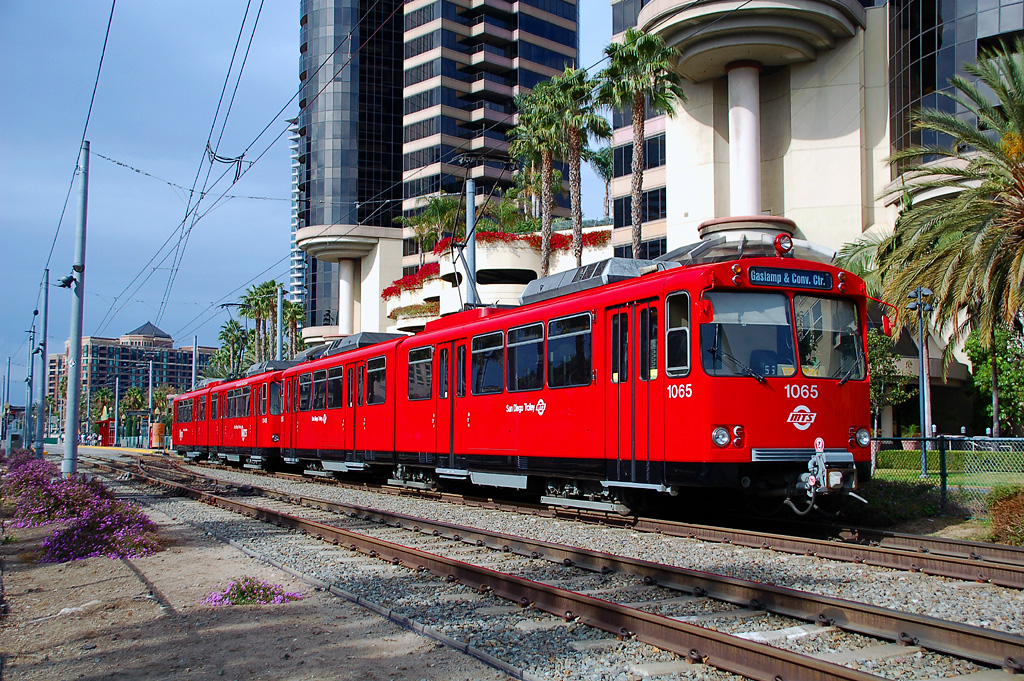
Los tranvías Siemens-Duewag U2 en el centro de San Diego, actualmente operando en el Metrotranvía de Mendoza.

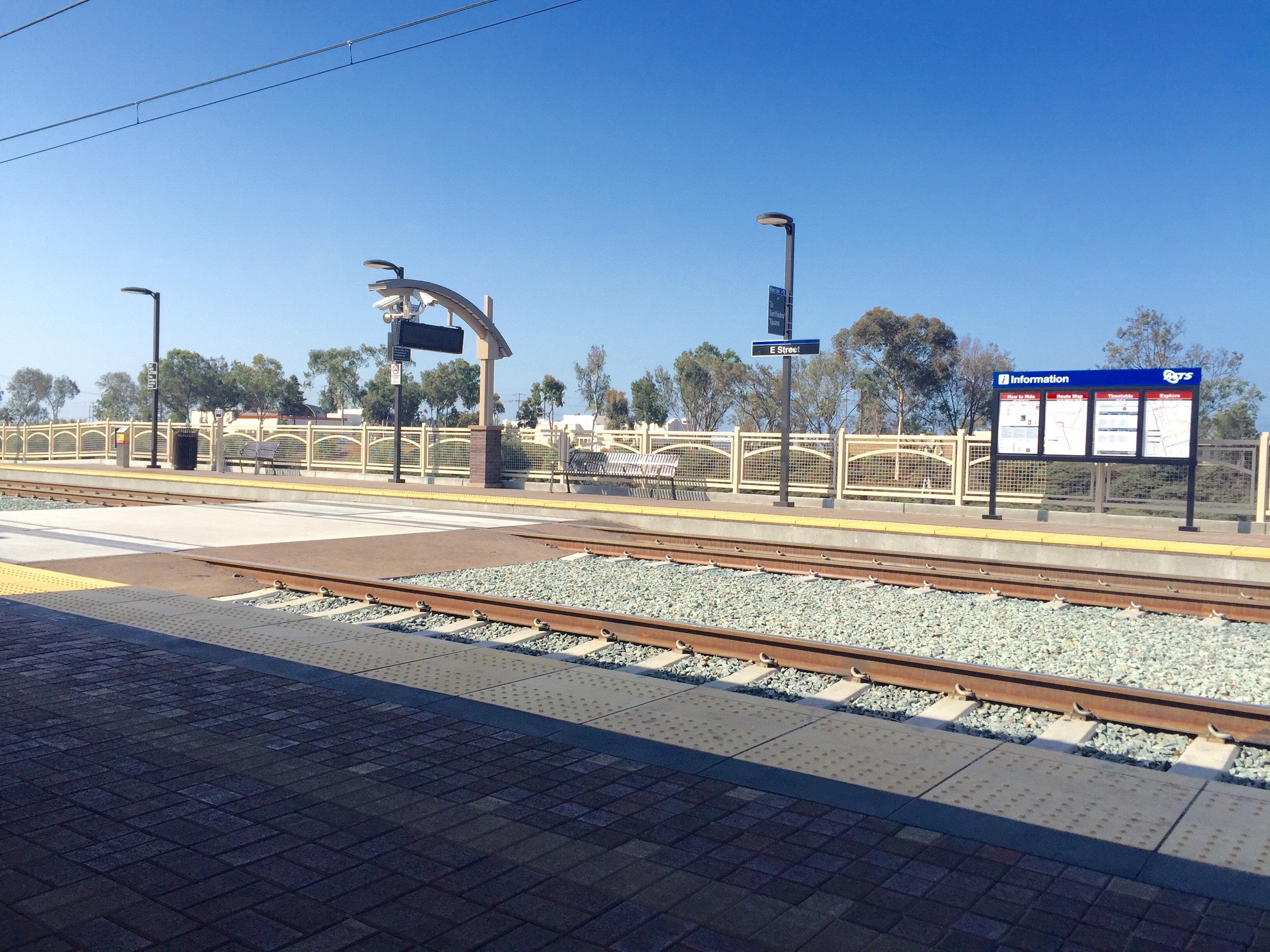
Estación de Calle E del Tranvía de San Diego.

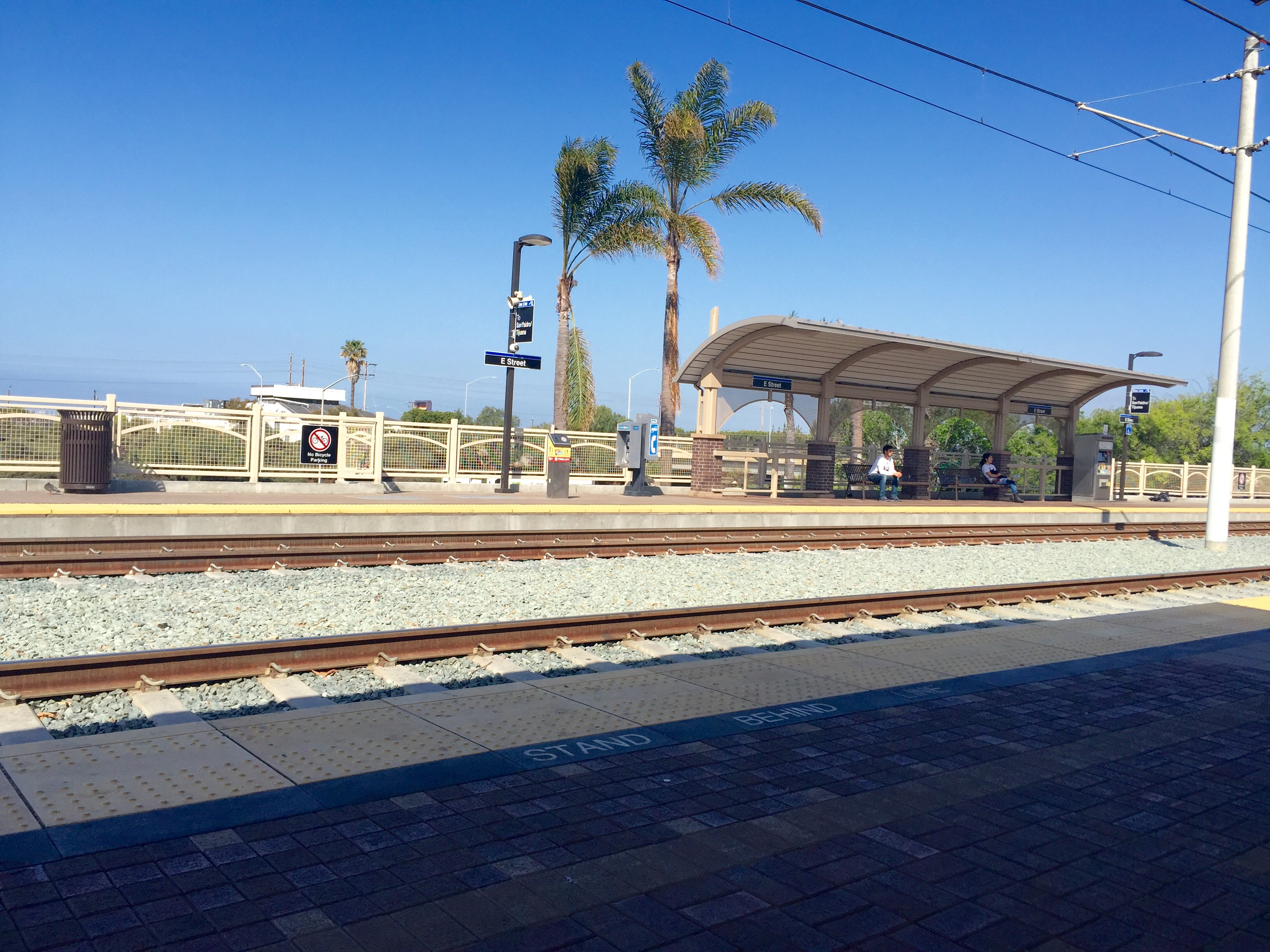
Estación de Calle E del Tranvía de San Diego.

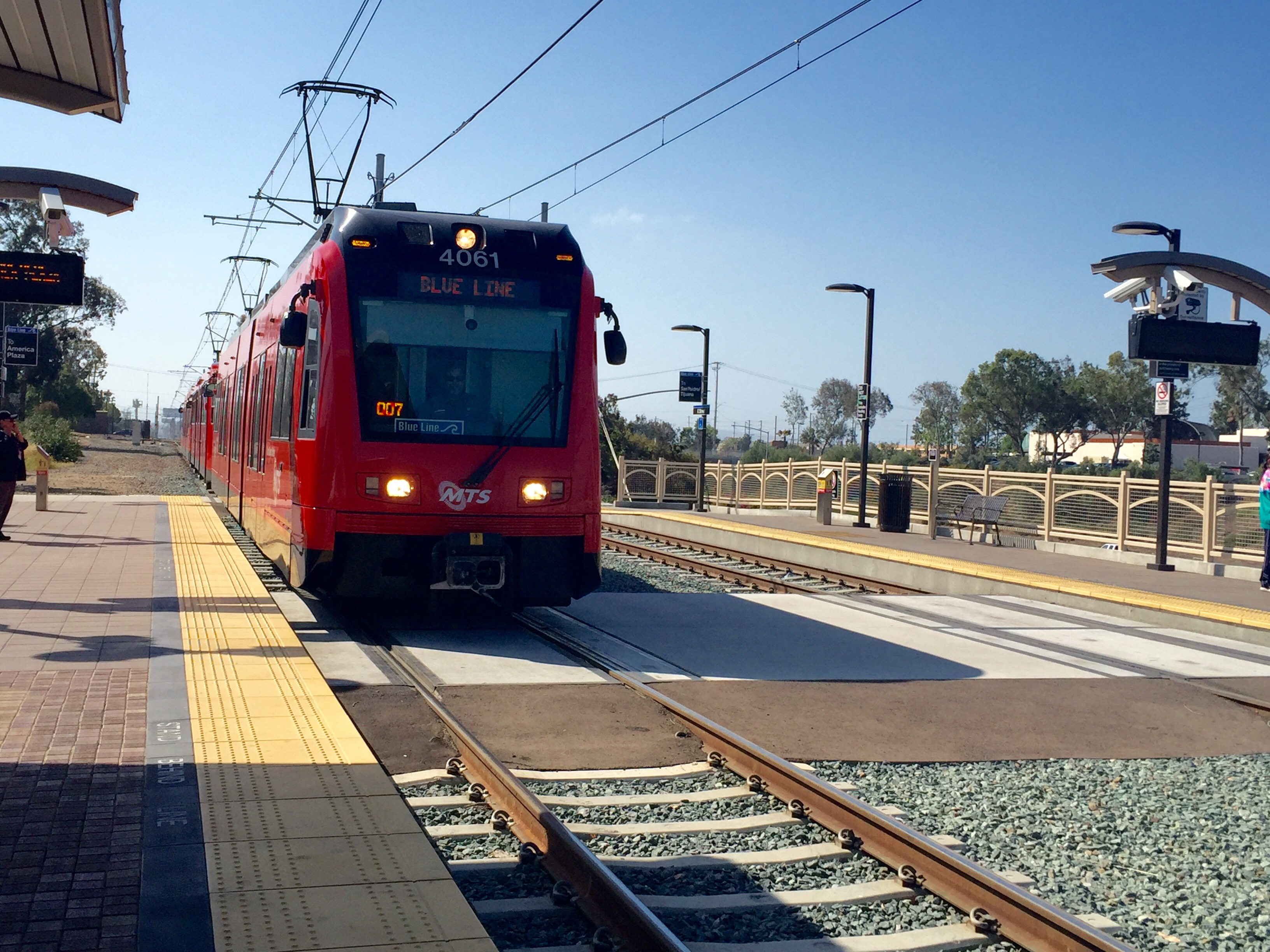
Tranvía de la línea azul llegando a la estación de Calle E del Tranvía de San Diego.

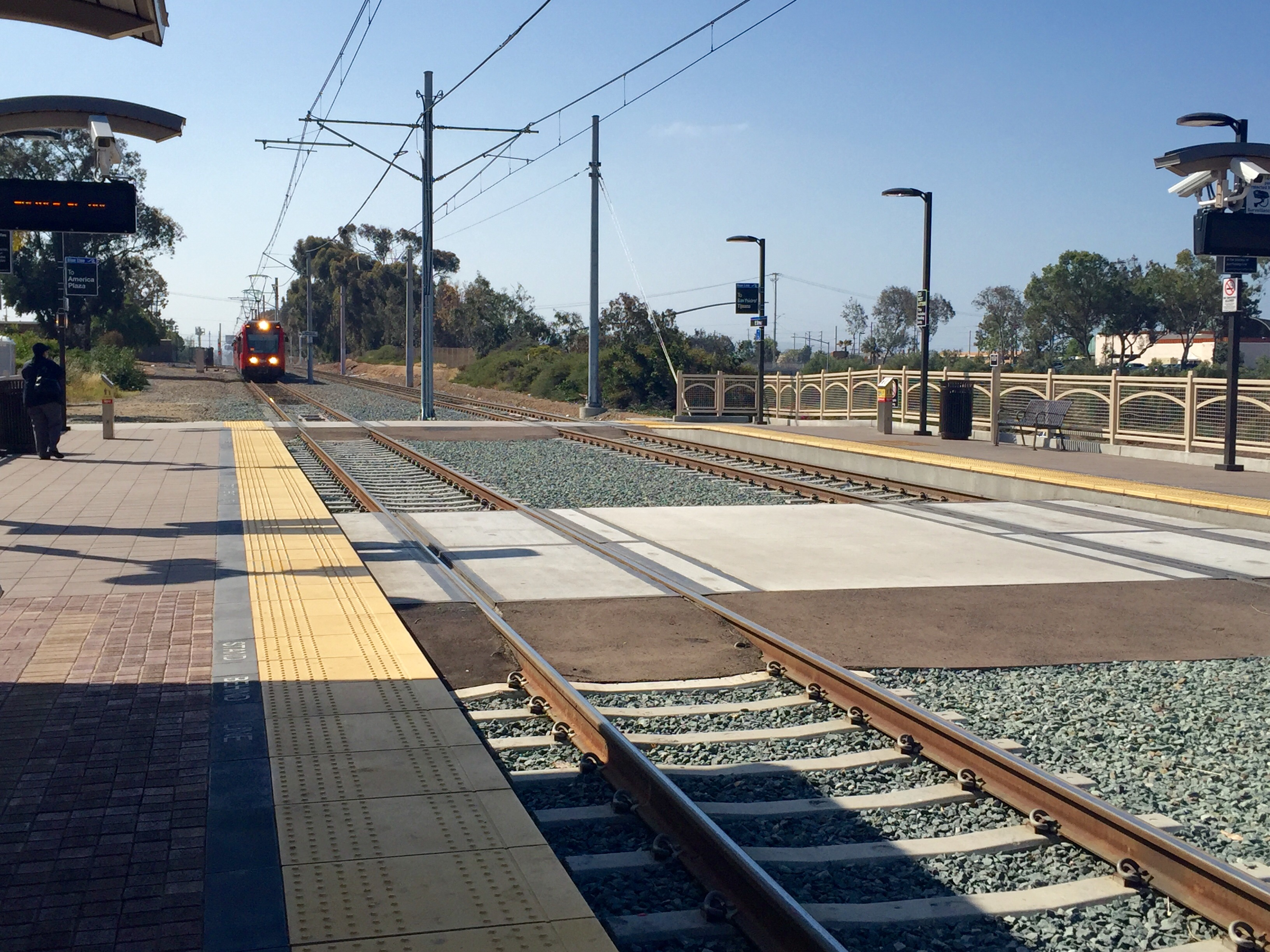
Tranvía de la línea azul llegando a la estación de Calle E del Tranvía de San Diego.

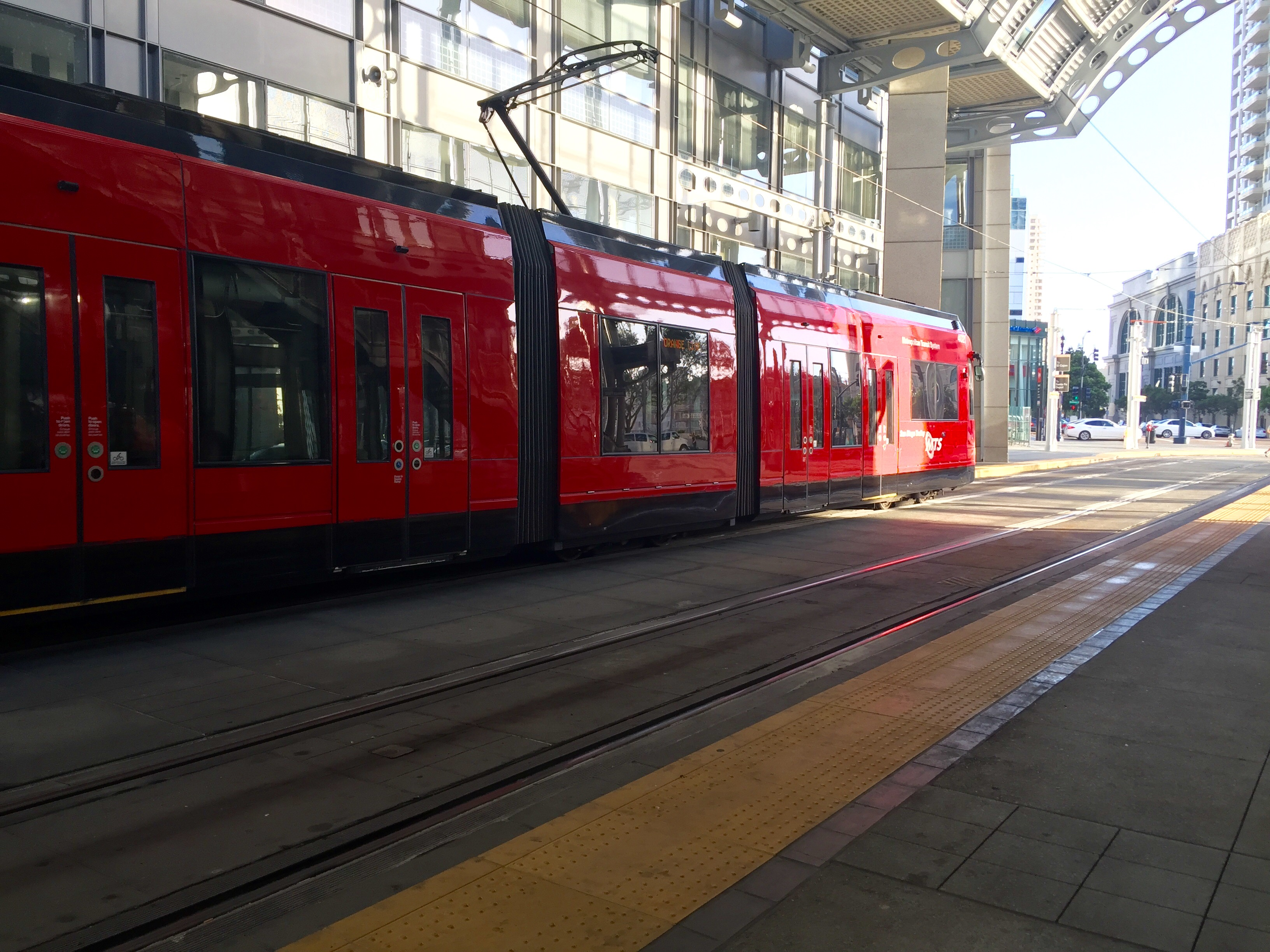
Tranvía de San Diego en la Estación America Plaza.

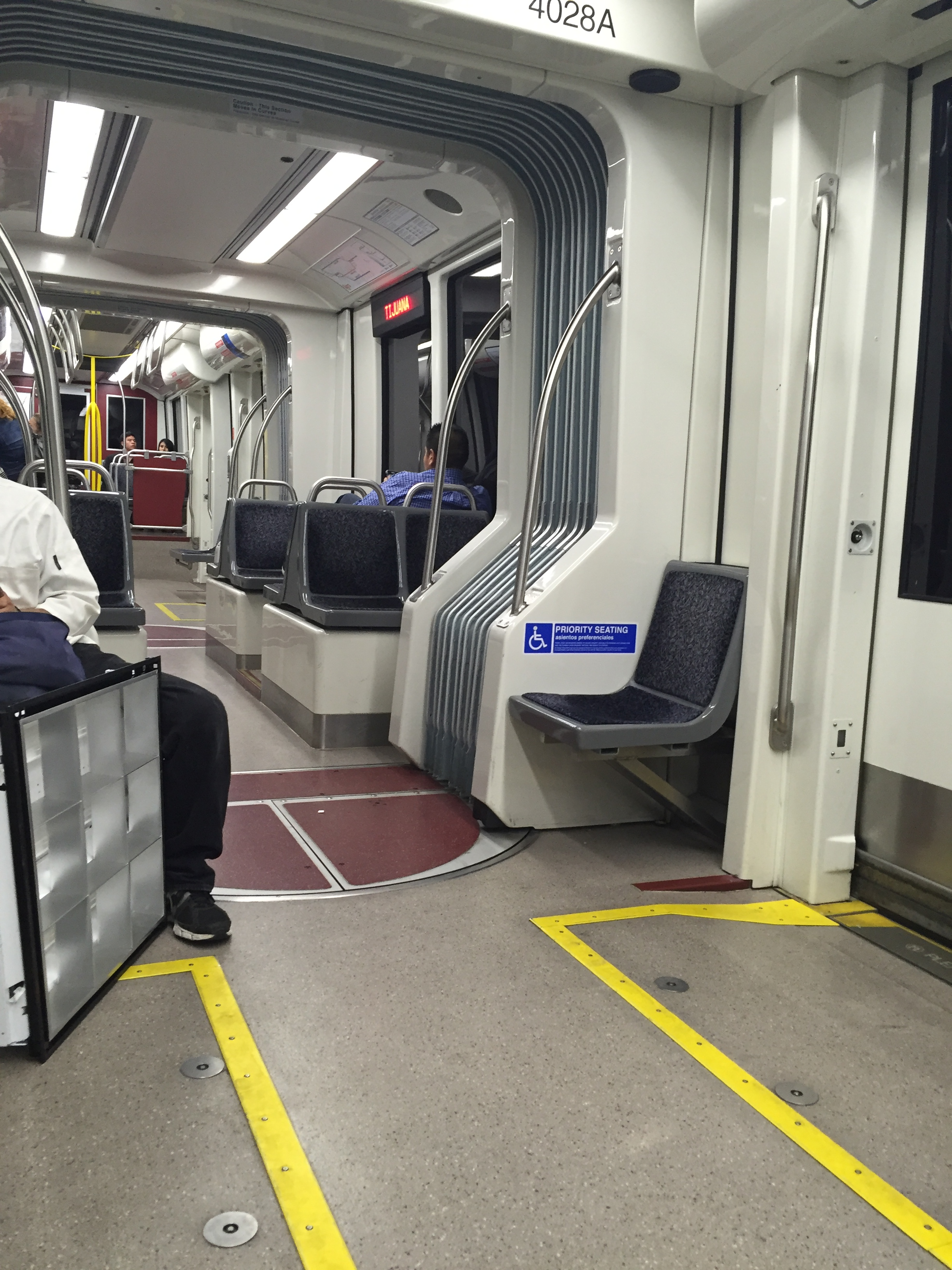
Interior del Tranvía de San Diego.

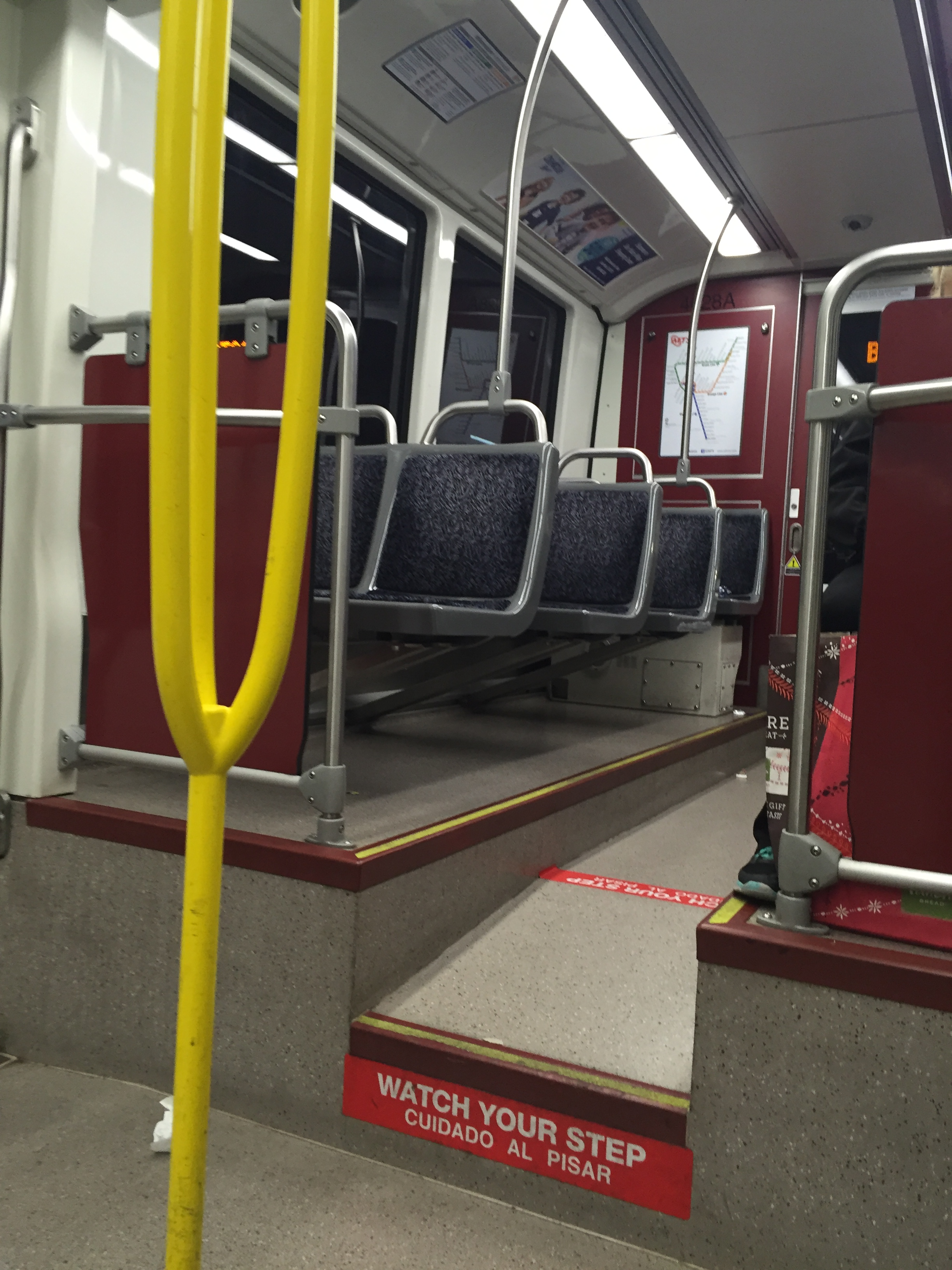
Interior del Tranvía de San Diego.

La Línea Azul actualmente opera entre San Ysidro y Old Town. La línea operó por primera vez entre el centro de la ciudad de San Diego, California en el año de 1981, a un costo de $86 millones. La estación Bayfront/E Street station en Chula Vista abrió en 1985. En 1986, la línea se llamaba la "Línea del Sur" para diferenciarla de la nueva Línea Este que iba hacia la avenida Euclid. Después se cambió el nombre a la Línea Norte-Sur, cuando la extensión a Old Town se inauguró en 1996. La línea Norte-Sur fue renombrada otra vez como la Línea Azul en 1997 con la apertura de la extensión a Mission San Diego. La estación de Fenton Parkway abrió en el año 2000. Con la introducción de la nueva Línea Verde el 10 de julio de 2005, la mayoría del servicio de la Línea Azul entre Old Town y el estadio Qualcomm fue interrumpido para ahorrar tiempo en las horas con más tráfico. El 3 de septiembre de 2006 el servicio al Qualcomm fue completamente cancelado debido a la baja demanda de personas. Ahora toda la Línea Azul termina en Old Town.

### Línea Plata
La línea Plata es la línea más reciente del sistema y opera con trenes durante los martes y jueves solamente con horarios de 10am a 2pm, mientras que los fines de semana y días festivos la línea opera entre las 11:00 a. m. y 3:30 p. m. La línea solamente opera en el sentido del reloj, circulando del Centro de San Diego conocido como "Downtown Loop".

### Línea de eventos especiales
Esta línea operaba con trenes para eventos especiales como los eventos deportivos del Petco Park (que operan desde 12th & Imperial Transit Center; la entrada principal del parque en 10th & Imperial) y el Estadio Qualcomm (que tiene una estación), al igual que convenciones seleccionadas y otros acontecimientos importantes de la ciudad. Estos trenes operaban entre el Estadio Qualcomm hasta 12th & Imperial Transit Center en el centro de San Diego. La línea se cerró en 2012 y fue reemplazado por la línea verde.

## Estaciones
En 2023, el sistema contaba con 62 estaciones en tres líneas. Otras cartorce estaciones son estaciones de tránsito, permitiéndoles a los pasajeros cambiar de línea, y una de esas estaciones es subterránea, SDSU Transit Center, ubicada en la Universidad Estatal de San Diego. Seis estaciones son terminales, localizadas en el extremo de las líneas.
Las paradas o estaciones de la Línea Verde son las siguientes:
- Santee Town Center
- Gillespie Field (es de la Línea Naranja hasta Grossmont)
- Arnele Avenue
- El Cajon Transit Center
- Amaya Drive
- Grossmont Transit Center
- Calle 70
- Alvarado Medical Centre
- SDSU Transit Center (estación subterránea)
- Grantville
- Mission San Diego
- Qualcomm Stadium
- Fenton Parkway
- Río Vista
- Mission Valley Center
- Hazard Center
- Fashion Valley Transit Center
- Morena/Linda Vista (sirve para el área de la Universidad Estatal de San Diego)
- Old Town Transit Center (con conexiones con Coaster y la Línea Azul)

Las paradas o estaciones de la Línea Naranja son las siguientes:
- Gillespie Field (funciona con la Línea Verde hasta Grossmont)
- Avenida Arnele
- El Cajon Transit Center
- Amaya Drive
- Grossmont Transit Center
- Bulevar La Mesa
- Calle Spring
- Lemon Grove Depot
- Avenida Massachusetts
- Encanto/Calle 62
- Avenida Euclid
- Calle 47
- 32 y Commercial
- 25 y Commercial
- 12th & Imperial Transit Center (funciona con la concurrente Línea Azul hasta America Plaza)
- Park & Market
- City College
- Quinta Avenida
- Centro Cívico
- America Plaza
- Seaport Village
- Centro de Convenciones
- Gaslamp Quarter
- 12th & Imperial Transit Center

Las paradas o estaciones de la Línea Azul son las siguientes:
| Nombre                                             | Conexiones                              | Bus? | Tren? | Estacionamiento? | Info? |
| -------------------------------------------------- | --------------------------------------- | ---- | ----- | ---------------- | ----- |
| University Town Center (futura estación)           |                                         |      |       |                  |       |
| Executive Drive (futura estación)                  |                                         |      |       |                  |       |
| UC East (futura estación)                          |                                         |      |       |                  |       |
| UC West (futura estación)                          |                                         |      |       |                  |       |
| University Center Lane (futura estación)           |                                         |      |       |                  |       |
| Ave. Balboa (futura estación)                      |                                         |      |       |                  |       |
| Clairemont Dr. (futura estación)                   |                                         |      |       |                  |       |
| Tecolote Rd. (futura estación)                     |                                         |      |       |                  |       |
| Old Town Transit Center                            | Línea de eventos especiales Línea Verde |      |       |                  |       |
| Calle Washington                                   | Línea de eventos especiales             |      |       |                  |       |
| Middletown                                         | Línea de eventos especiales             |      |       |                  |       |
| County Center/Little Italy                         | Línea de eventos especiales             |      |       |                  |       |
| Santa Fe Depot                                     | Línea de eventos especiales             |      |       |                  |       |
| America Plaza                                      | Línea Naranja                           |      |       |                  |       |
| Centro Cívico                                      | Línea Naranja                           |      |       |                  |       |
| Quinta Avenida                                     | Línea Naranja                           |      |       |                  |       |
| City College (sirve al San Diego City College)     | Línea Naranja                           |      |       |                  |       |
| Park & Market                                      | Línea Naranja                           |      |       |                  |       |
| 12th & Imperial Transit Center                     | Línea Naranja                           |      |       |                  |       |
| Barrio Logan                                       |                                         |      |       |                  |       |
| Harborside                                         |                                         |      |       |                  |       |
| Pacific Fleet                                      |                                         |      |       |                  |       |
| Calle 8                                            |                                         |      |       |                  |       |
| Calle 24                                           |                                         |      |       |                  |       |
| Bayfront/Calle E                                   |                                         |      |       |                  |       |
| Calle H                                            |                                         |      |       |                  |       |
| Calle Palomar                                      |                                         |      |       |                  |       |
| Avenida Palm                                       |                                         |      |       |                  |       |
| Avenida Iris                                       |                                         |      |       |                  |       |
| Beyer Boulevard                                    |                                         |      |       |                  |       |
| San Ysidro Transit Center (Frontera Internacional) |                                         |      |       |                  |       |

## Futuras extensiones

### Mid-Coast Trolley
SANDAG está planeando construir una extensión de 11 millas (18 km) para el tranvía de San Diego desde Old Town Transit Center (18 km) hasta la Comunidad Universitaria de Univercity City que serviría a empleados y estudiantes como los del campus de la Universidad de California, San Diego (UCSD) y el centro comercial University Towne Center. Esta extensión formaría parte del "Proyecto del Corredor Mid-Coast". Se planea que esté completada para 2015.

#### Futuras estaciones
Con la nueva extensión de la línea Azul, planeada para el sistema; tendrá 8 nuevas estaciones, en la que se conectaría con la Universidad de California, San Diego, y se estima que abran en 2015.
| Línea | Estación               | Ubicación |
| ----- | ---------------------- | --------- |
| Azul  | University Town Center | San Diego |
| Azul  | Executive Drive        | San Diego |
| Azul  | UC East                | San Diego |
| Azul  | UC West                | San Diego |
| Azul  | University Center Lane | San Diego |
| Azul  | Avenida Balboa         | San Diego |
| Azul  | Clairemont Dr.         | San Diego |
| Azul  | Tecolote Dr.           | San Diego |

### Línea Plata
La línea Plata utiliza tranvías PCC parecidos a los de la Línea F en el centro de San Francisco. La línea operara en el Centro de San Diego de forma circular en todo el centro usando las vías existentes. Debido a que las líneas Azul y Naranja usan las vías, es probable que el servicio de la línea Plata no funcione durante las horas pico; sin embargo, operaria al mediodía y durante los fines de semana. La Línea Plata estaba planeada para que empezara a funcionar en octubre de 2008, justo a tiempo de la conferencia de la Asociación Americana del Transporte Público que tuvo lugar en San Diego. Los vagones del tranvía que serán usados están siendo remodelados por la compañía San Diego Vintage Trolley, Inc., una organización sin ánimo de lucro destinada a la restauración y conservación de los tranvías históricos de la ciudad .